# 韩飞龙 (私家侦探)
韩飞龙（1956年3月—），本名彼得·威廉·汉弗莱（英語：Peter William Humphrey），英国籍私家侦探、记者，曾因窃取中华人民共和国公民个人信息被中国警方逮捕，并曾在上海市青浦监狱服刑。

## 生平

### 早年
1980至1990年代，韓飛龍曾在英国路透社任记者。1990年代后期，投身风险管理业务。2003年，创立风险管理公司中慧公司（ChinaWhys），该公司网站宣称其旨在为发生在中国的棘手商业难题提供创意性解决方法。
2004年，韓飛龍与妻子虞英曾二人在上海注册成立了摄连咨询（上海）有限公司，韓飛龍任总经理，虞英曾为法定代表人，先后招聘10余名员工开展业务，其客户主要为在华大型跨国公司。

### 非法窃取公民信息案
2013年4月，韓飛龍的中慧公司受雇于英国医药制造商葛兰素史克作商业侦探，调查葛兰素史克行贿案举报人信息，以及马克·赖利性爱视频的相关信息。2013年6月6日，韓飛龍向葛兰素史克递交调查报告，同月，中国警方公开指控葛兰素史克员工存在贿赂行为。2013年7月，中国宣布对葛兰素史克行贿案进行调查，同月韓飛龍夫妻被被中国警方拘留。2013年8月18日，韓飛龍夫妻因涉嫌非法窃取中国公民个人信息被正式逮捕。2014年5月，马克·赖利被控鼓励和命令员工行贿促销。2014年7月14日，CGTN的節目《新闻时间》（News Hour）播出了韩飞龙電視認罪的畫面。
2014年8月8日，上海市第一中级人民法院对韓飛龍夫妻涉嫌非法获取公民个人信息罪一案进行一审公开开庭审理，为中国首例在华外国人非法窃取公民个人信息案，也是首次对庭审进行微博直播的在华外国人犯罪案件。法庭内有被告人亲属，英国、美国领事工作人员，人大代表、政协委员、普通市民及媒体记者等旁听，但应韓飛龍要求，中国以外国家的记者未能进入旁听。上海市人民检察院第一分院对二人提起公诉，公诉机关指控二人在2009年4月至2013年7月间接受客户委托，对中国公司和公民进行所谓“调查”，非法获取中国公民个人信息及企业档案信息等高价卖给委托客户，每年获利人民币数百万元。当晚22时许，韓飛龍做最后陈述，表示忏悔，并作出道歉。韓飛龍被判处有期徒刑二年六个月并处罚金人民币二十万元及驱逐出境，其妻子虞英曾被判处有期徒刑二年并处罚金人民币十五万元。尽管虞英曾为美国国籍，适用于驱逐出境，但法院考虑到其犯罪情节和个人情况，未对其附加驱逐出境。
虞英曾表示从来不知道从第三手获取公民个人信息在中国大陆是违法的，他们夫妻在包括香港在内的其他地区也进行类似的调查。韓飛龍被拘留时曾表示其受到了葛兰素史克公司的欺骗，葛兰素史克并没有告诉他有关行贿指控的全部细节。
2015年6月9日，距离刑满仍有7个月的韓飛龍因健康理由被提前释放，被移送到上海的一家医院接受与癌症有关的诊断，且出院后将被执行驱逐出境。同月，其妻子虞英曾也被提前释放。英国驻上海总领事馆为其办理应急护照，韓飛龍在出院后返回英国，并被禁止在10年内进入中国。回到英国后，韓飛龍夫妻仍面临健康问题及财务困扰，韓飛龍罹患前列腺癌，声称其病在狱中未能得到治疗，是监禁生活造成了其严重的健康问题。但中国官方否认相关指称，称韓飛龍夫妻在狱中并未受到不好的待遇。2017年3月，韓飛龍夫妻对葛兰素史克发起诉讼，称该公司的误导使二人暴露于无法预料的法律风险中，并因此索赔，但葛兰素史克公司认为他们的指控并无根据。

### 《星期日泰晤士报》贺卡事件
2019年12月22日，《星期日泰晤士報》发表一篇由韓飛龍撰写的报道，称英格蘭南倫敦圖廳的一名女童在为朋友准备圣诞卡时，意外地发现在一张购买自乐购的贺卡中发现写有上海青浦监狱强迫外国囚犯劳动的求助信息，而且信息的联系人就是韓飛龍；韓飛龍称其在女童父亲联系他后撰写这一报道，并认为求救信息是他当年在青浦认识的狱友之一。贺卡涉及的浙江云广印业回应称指控不实，可能有人为了抹黑中国而编造了新闻。12月23日，中华人民共和国外交部发言人耿爽在例行记者会上否认青浦监狱有强制囚犯劳动，并称该事件是韩飞龙制造的闹剧。

## 家庭
韓飛龍的妻子虞英曾（Yu Yingzeng）于1953年8月出生在北京，美国国籍，硕士学历，曾任摄连咨询（上海）有限公司法定代表人，2013年因涉嫌非法窃取中国公民个人信息与韓飛龍一起被逮捕，后被判处有期徒刑二年，2015年6月提前获释。两人育有一子哈维（Harvey Humphrey），根据媒体报道2014年时年龄为19岁，2015年时在英国读大学。